# Emil Dimitriev
Emil Dimitriev (* 19. března 1979, Probištip) je severomakedonský politik a sociolog, představitel strany Vnitřní makedonská revoluční organizace - Demokratická strana makedonské národní jednoty. Od roku 2013 je generálním tajemníkem této strany. Od 18. ledna 2016 do 31. května 2017 byl předsedou vlády Severní Makedonie. Úkolem jeho kabinetu bylo zemi v politické krizi přivést k předčasným volbám. Vystudoval sociologii na univerzitě ve Skopje a na univerzitě v Bělehradě.